# Kamienica (Bielsko-Biała)
Kamienica (niem. Kamitz, czes. Kamenice) – dzielnica zwyczajowa Bielska-Białej położona w południowo-zachodniej części miasta, dawna wieś założona w XIII wieku i przyłączona w 1969. Charakteryzuje się zróżnicowaną zabudową od rozproszonej jednorodzinnej przez wielkopłytowe osiedla Beskidzkie i Karpackie po współczesne inwestycje deweloperskie, na północnym wschodzie płynnie przechodzi w bielskie śródmieście. Do Kamienicy należą również rozległe obszary górskie wchodzące w skład Parku Krajobrazowego Beskidu Śląskiego, w tym stoki Dębowca, Cybernioka i Szyndzielni. Znajduje się tu m.in. cmentarz komunalny, Szpital Wojewódzki, hala widowiskowo-sportowa, zakłady spirytusowe Polmos Bielsko-Biała, a także zespół przyrodniczo-krajobrazowy Gościnna Dolina. Jednostka pomocnicza gminy o tej nazwie obejmuje mniejszy obszar niż historyczna Kamienica.

## Położenie
Granice obrębu ewidencyjnego Kamienica, które są tożsame z granicami dawnej wsi, wyznaczają:
- na północy: ulica Antyczna, Zwardońska, linia przecinająca w osi wschód–zachód osiedle Beskidzkie, ulica Oświęcimska i potok Kamieniczanka – granica z Aleksandrowicami i Żywieckim Przedmieściem
- na wschodzie: rzeka Biała – granica z Leszczynami w ramach obrębów ewidencyjnych Żywieckie Przedmieście i Lipnik
- na zachodzie: rzeka Wapienica – granica z Wapienicą

Granica południowa biegnie w głębi terenów górskich Beskidu Śląskiego i sięga granicy administracyjnej Bielska-Białej z sołectwem Bystra. W obręb Kamienicy wcina się Olszówka Górna. Granica z Olszówką Dolną biegnie ulicą Pokoju i Małkowskiego oraz przecina kompleks Szpitala Wojewódzkiego.
Osiedle Kamienica jako jednostka pomocnicza gminy obejmuje obszar pomniejszony o:
- osiedle Karpackie – wydzielone jako osobna jednostka
- osiedle Beskidzkie – wydzielone jako osobna jednostka
- większość terenów górskich – należy do osiedli Wapienica i Mikuszowice Śląskie
- rejon ulicy Pokoju i południową stronę alei Armii Krajowej między Szpitalem Wojewódzkim a ulicą Młodzieżową – należy do osiedla Mikuszowice Śląskie
- teren na zachód od ulicy Łowieckiej – należy do osiedla Wapienica
- część północno-wschodnia pomiędzy potokiem Kamieniczanka, aleją Andersa i ulicą Karpacką – należy do osiedla Bielsko Południe

## Historia

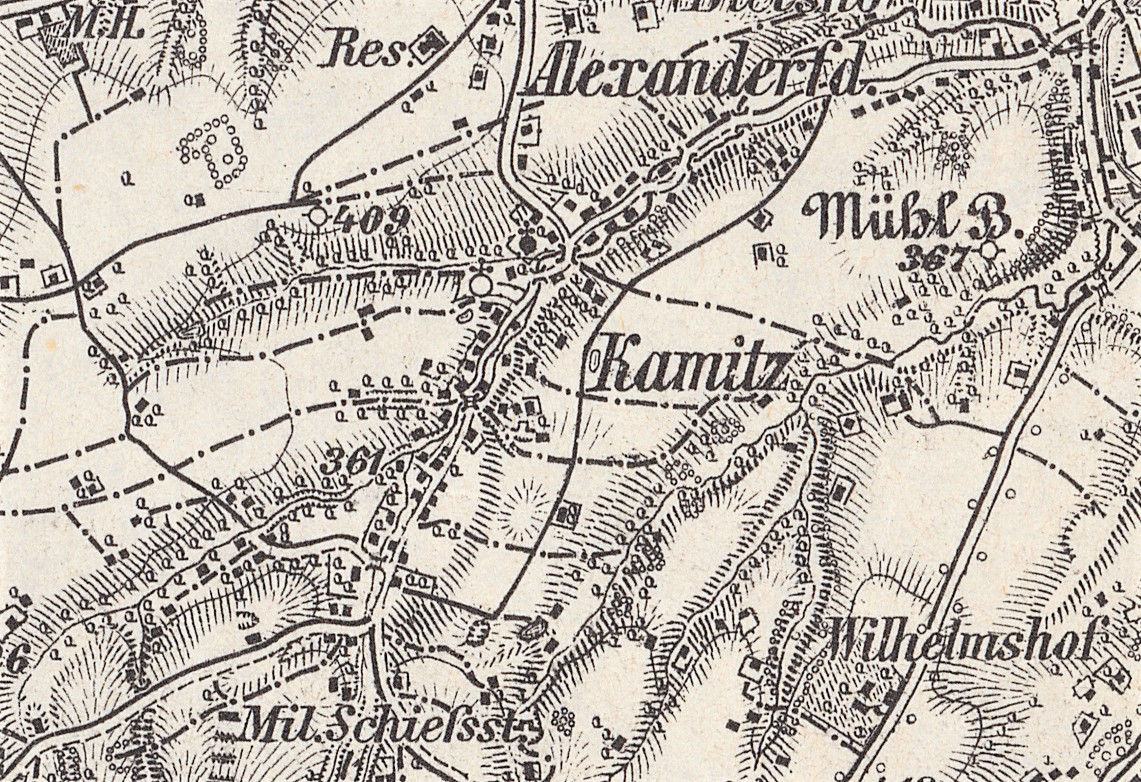
Mapa Kamienicy na początku XX wieku

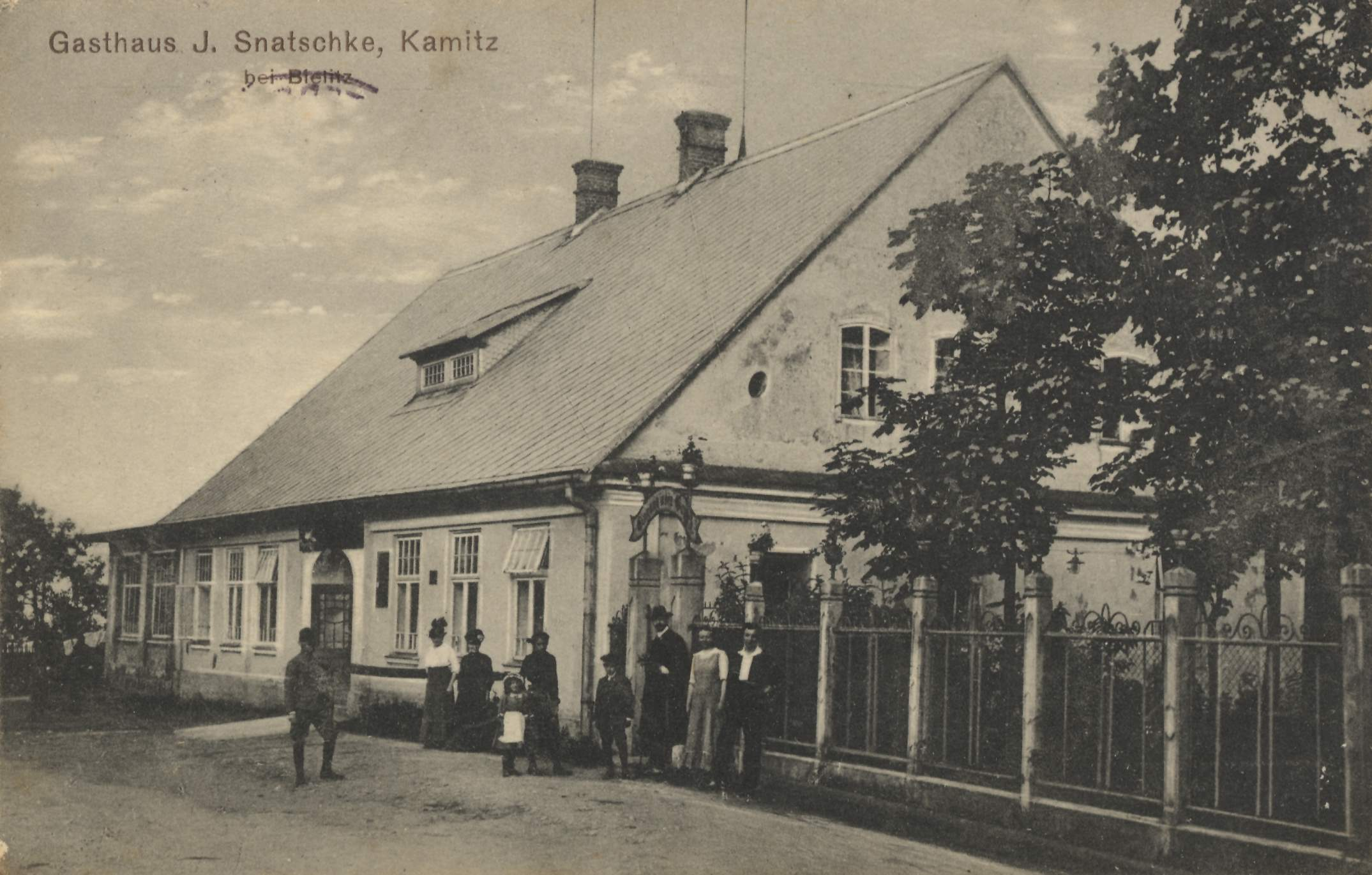
Gospoda Johanna Snatschke (1917)

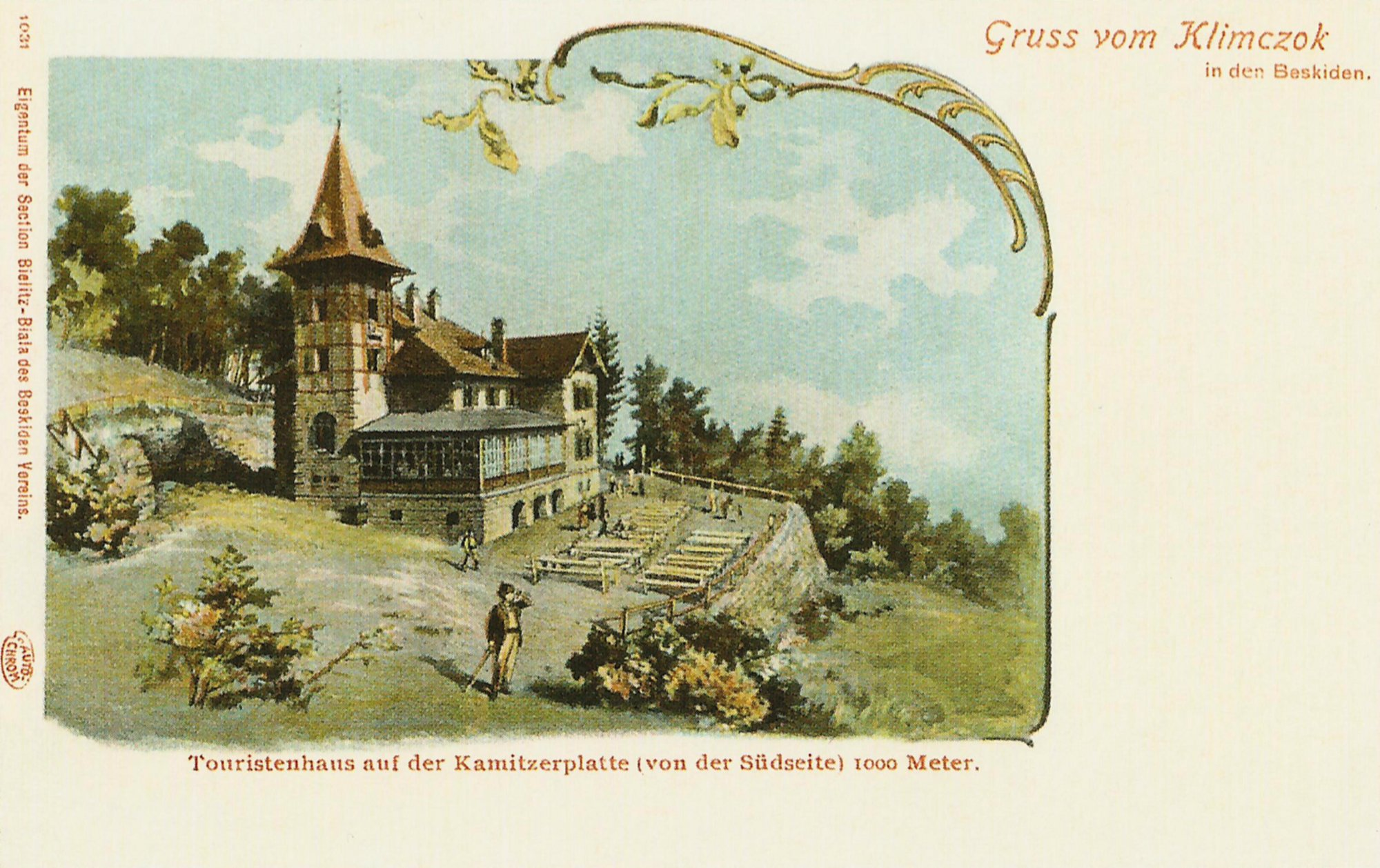
Schronisko na Szyndzielni na pocztówce z 1907

Miejscowość po raz pierwszy wzmiankowana została w łacińskim dokumencie Liber fundationis episcopatus Vratislaviensis (Księga uposażeń biskupstwa wrocławskiego), spisanym za czasów biskupa Henryka z Wierzbna około 1305 w szeregu wsi zobowiązanych do płacenia dziesięciny biskupstwu we Wrocławiu, w postaci item in Kemnitz. Zapis ten (brak określenia liczby łanów, z których będzie płacony podatek) wskazuje, że wieś była w początkowej fazie powstawania (na tzw. surowym korzeniu), co wiąże się z przeprowadzaną pod koniec XIII wieku na terytorium późniejszego Górnego Śląska wielką akcją osadniczą (tzw. łanowo-czynszową). Wieś politycznie znajdowała się wówczas w granicach utworzonego w 1290 piastowskiego księstwa cieszyńskiego, będącego od 1327 lennem Królestwa Czech, a od 1526 roku w wyniku objęcia tronu czeskiego przez Habsburgów wraz z regionem aż do 1918 roku w monarchii Habsburgów (potocznie Austrii), przy czym od drugiej połowy XVI wieku dzieliła losy bielskiego państwa stanowego.
Początkowo własność książęca, później należała do szlacheckiej rodziny Czelo z Czechowic, a w 1561 została nabyta przez mieszczan bielskich, pozostając odtąd w stosunku feudalnym wobec miasta. Podlegała też pod bielską parafię św. Mikołaja. Około 1570 założone zostały wsie Olszówka Dolna i Górna. Podczas gdy ta pierwsza związana była z Mikuszowicami, druga przynależała do Kamienicy i po wprowadzeniu nowoczesnego podziału administracyjnego w połowie XIX wieku pozostała z nią połączona administracyjnie, jakkolwiek stanowiła odrębną gminę katastralną.
W 1547, już w czasach reformacji, wybudowano w Kamienicy drewniany kościół, który mimo swojej wartości zabytkowej został rozebrany w 1901. Zastąpił go stojący do dziś kościół świętej Małgorzaty. Mimo że już w 1630 świątynia przeszła w ręce katolików, XVII-wieczna rekatolicyzacja trafiła na duży opór i wieś pozostała w większości luterańska. W 1847 była zamieszkiwana przez 1222 ewangelików i 495 katolików. Nowy kościół ewangelicki wybudowano w 1899.

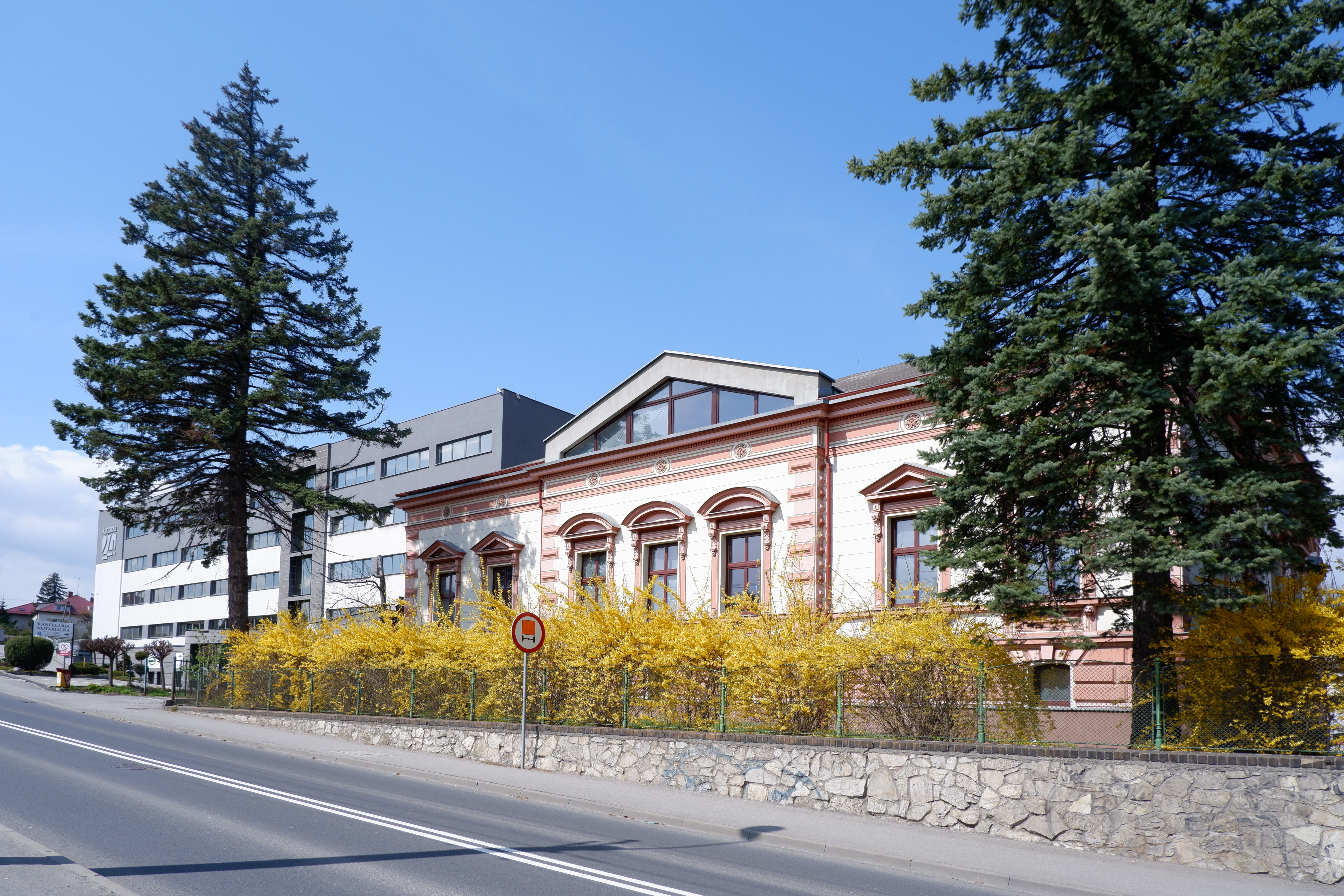
Willa Ernsta Stosiusa i budynek wzniesiony w miejscu jego fabryki (widok współczesny)

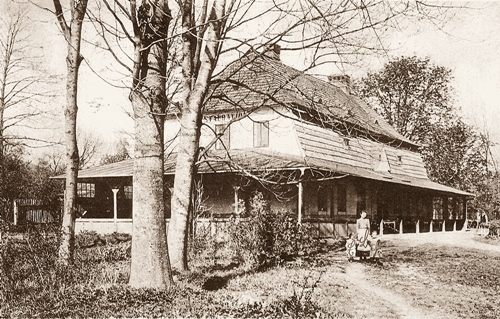
Wilhemshof

Historia Kamienicy w XIX wiąże się z jednej strony z urbanizacją jej wschodniej części bezpośrednio graniczącej z Żywieckim Przedmieściem, gdzie rosła zabudowa typu miejskiego i zakłady przemysłowe (do największych należała fabryka wyrobów wełnianych Ernsta Stosiusa przy dzisiejszej ulicy Karpackiej 22–24 założona w 1875, a także kompleks Molenda, Mänhardt & Co. przy dzisiejszej ulicy Partyzantów 98 powstały po połączeniu kilku starszych zakładów w 1902), a z drugiej z początkami turystyki w Beskidzie Śląskim, przy czym na południu granice wsi sięgały aż szczytu Szyndzielni nazywanej wtedy Płytą Kamienicką (Kamitzer Platte), gdzie w 1897 wybudowano schronisko górskie Beskidenvereinu. Schronisko na Dębowcu otwarło to samo towarzystwo dwa lata wcześniej. Uruchomiona w 1895 linia tramwajowa łącząca centrum miasta z Cygańskim Lasem przebiegała przez wschodnie peryferia Kamienicy. W miejscu dzisiejszego zarządu Zieleni Miejskiej przy alei Armii Krajowej znajdował się od lat 40. XVIII wieku folwark Wilhelmshof założony przez ówczesnego księcia bielskiego Friedricha Wilhelma Haugwitza.
Pod względem etnicznym Kamienica była przez wieki częścią bielsko-bialskiej niemieckiej wyspy językowej. Według spisu ludności z 1900 w 248 budynkach w Kamienicy (wraz z Olszówką Górną) na obszarze 1959 hektarów mieszkało 2619 osób, co dawało gęstość zaludnienia równą 133.7 os./km², z tego 1386 (52,9%) mieszkańców było katolikami, 1187 (45,3%) ewangelikami a 46 (1,8%) żydami, 2251 (85,9%) było niemiecko-, 332 (12,7%) polsko- a 2 (0,1%) czeskojęzycznymi. Do 1910 roku liczba mieszkańców wzrosła do 3425, z czego 3389 zameldowanych było na stałe, 1943 (56,7%) było katolikami, 1421 (41,5%) ewangelikami, 61 (1,8%) żydami, 3128 (92,3%) niemiecko-, 257 (7,6%) polsko- a 4 (0,1%) czeskojęzycznymi. Spis policyjny przeprowadzony w grudniu 1939 wykazał 3979 mieszkańców, z tego 2729 (68,5%) Niemców, 320 (8%) Ślązaków, 809 (21,3%) Polaków i 80 (2%) Żydów; 2600 (65,3%) katolików i 1553 (34,6%) ewangelików. Po 1945 doszło do wysiedlenia ludności niemieckiej, którą częściowo zastąpili polscy przesiedleńcy, reemigranci i osadnicy – według danych z 1949 z Kresów pochodziło 389 mieszkańców Kamienicy, z Europy Zachodniej 131, a z centralnej Polski 140.
Mimo starań o przyłączenie Kamienicy do Bielska podejmowanych już w okresie międzywojennym, pozostała ona samodzielną miejscowością aż do 1968. W latach 1946–1954 należała do gminy Mikuszowice, następnie stanowiła osobną gromadę.

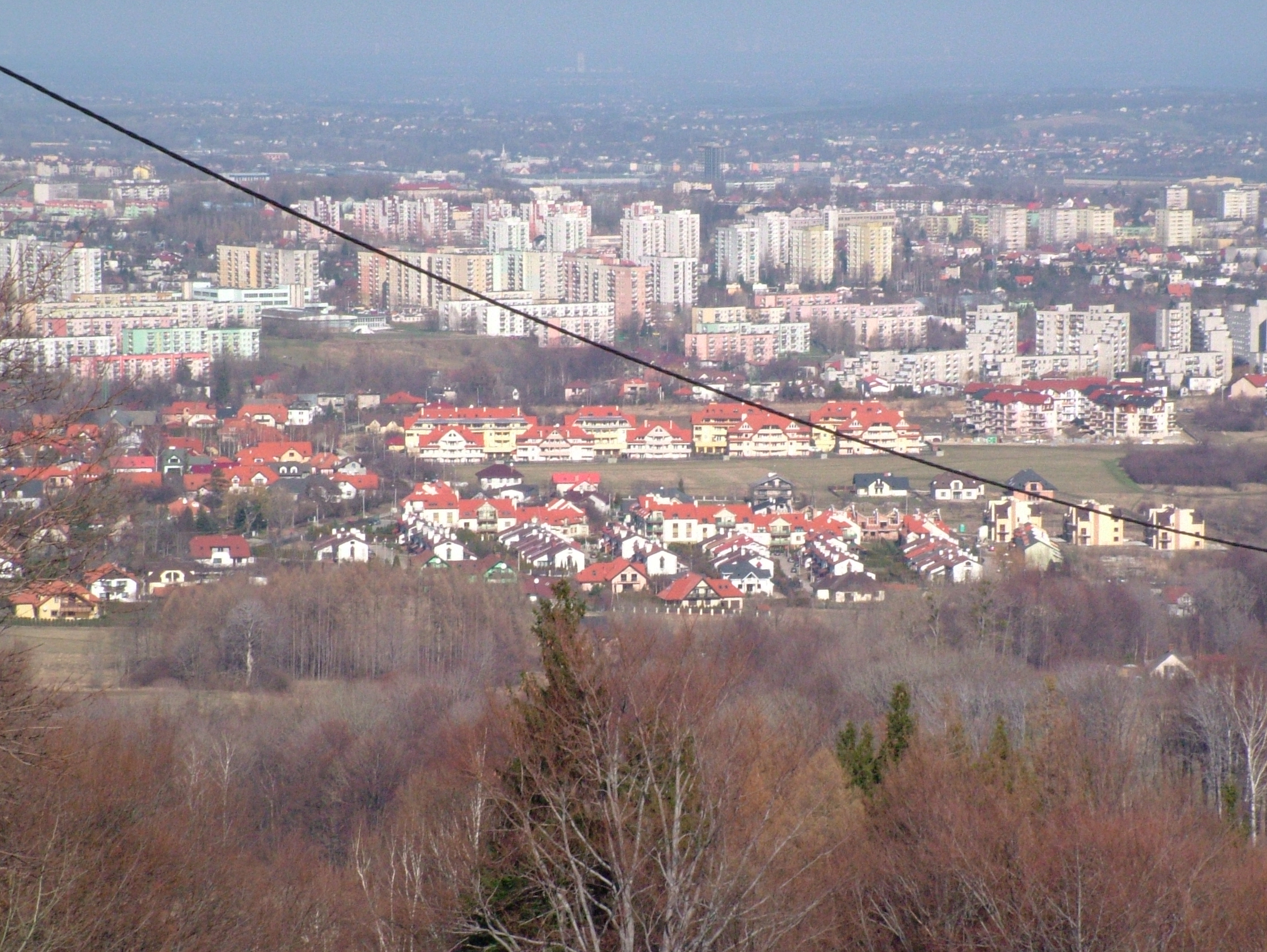
Widok nowych osiedli w Kamienicy z Dębowca (2007)

Włączenie do Bielska-Białej rozpoczęło okres pogłębionej urbanizacji. W latach 1976–1982 wybudowano na pograniczu Kamienicy i Aleksandrowic wielkopłytowe osiedle Beskidzkie, a w 1979 rozpoczęła się na wzgórzu Troclik w zachodniej części dzielnicy budowa osiedla Karpackiego. Dwujezdniowa droga do jego obsługi (aleja Andersa) stała się w toku kolejnych inwestycji częścią ukończonej w 2006 Śródmiejskiej Obwodnicy Zachodniej. W 1953 uruchomiono kolej gondolową na Szyndzielnię, a w 2013 otwarto Bielsko-Bialski Ośrodek Rekreacyjno-Narciarski na północnych stokach Dębowca. W 1973 powstał na terenie Kamienicy cmentarz komunalny dla Bielska-Białej. Oddana do użytku w 2010 hala widowiskowo-sportowa znajduje się na pograniczu Kamienicy i Olszówki Górnej, na granicy z Olszówką Dolną z kolei gmach Szpitala Wojewódzkiego budowany w latach 1983–2002. W XXI wieku nastąpił intensywny rozwój zabudowy jednorodzinnej, szeregowej oraz wielorodzinnej typu deweloperskiego w rejonie ulic Kolistej i Gościnnej, gdzie powstało m.in. osiedle Cztery Pory Roku (budowane od 2002). Powracającym tematem sporów w kontekście intensyfikacji kamienickiej zabudowy jest ochrona cennej przyrodniczo Gościnnej Doliny, stanowiącej od 2013 zespół przyrodniczo-krajobrazowy.

## Galeria

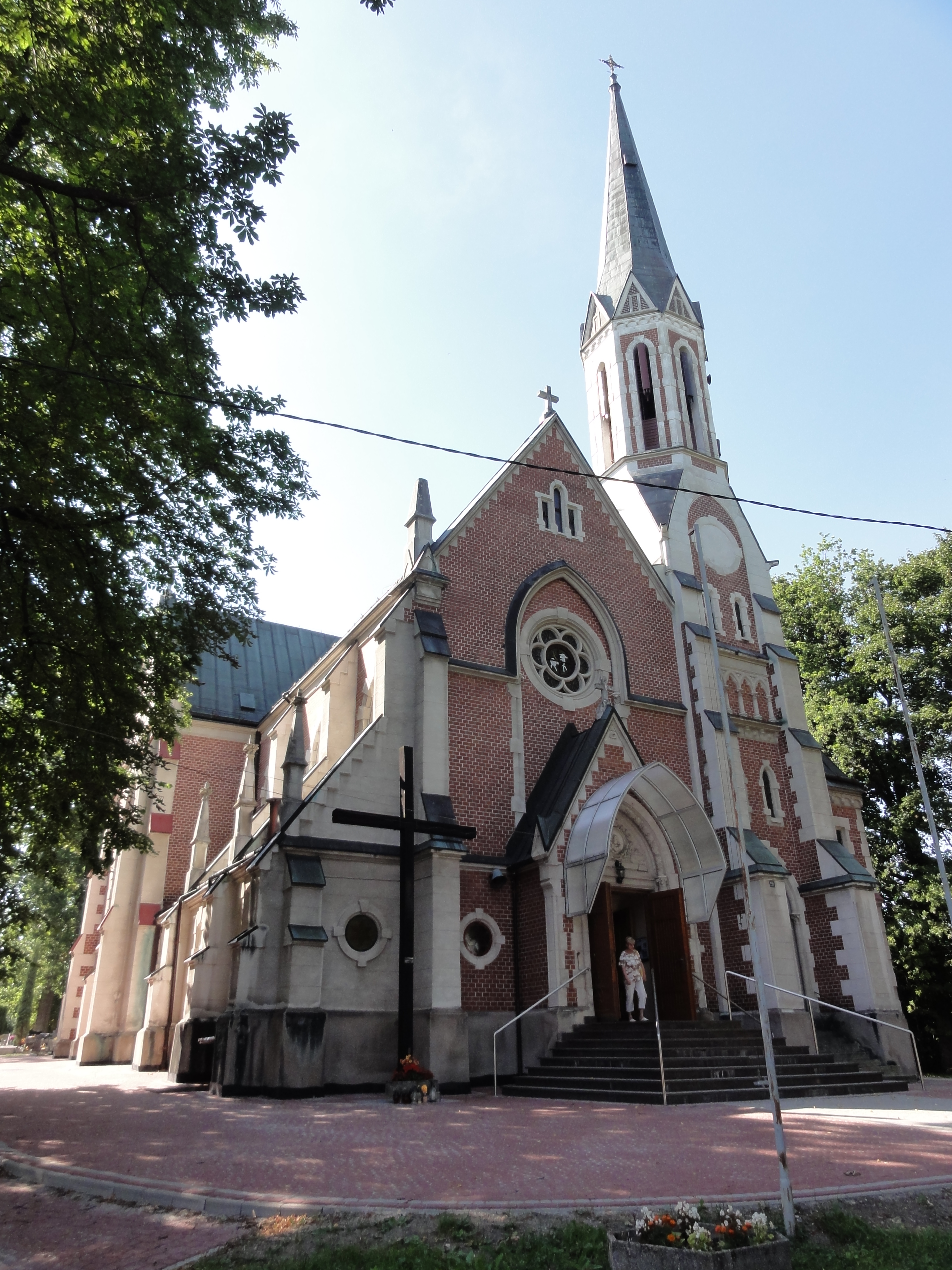
Kościół św. Małgorzaty (katolicki)
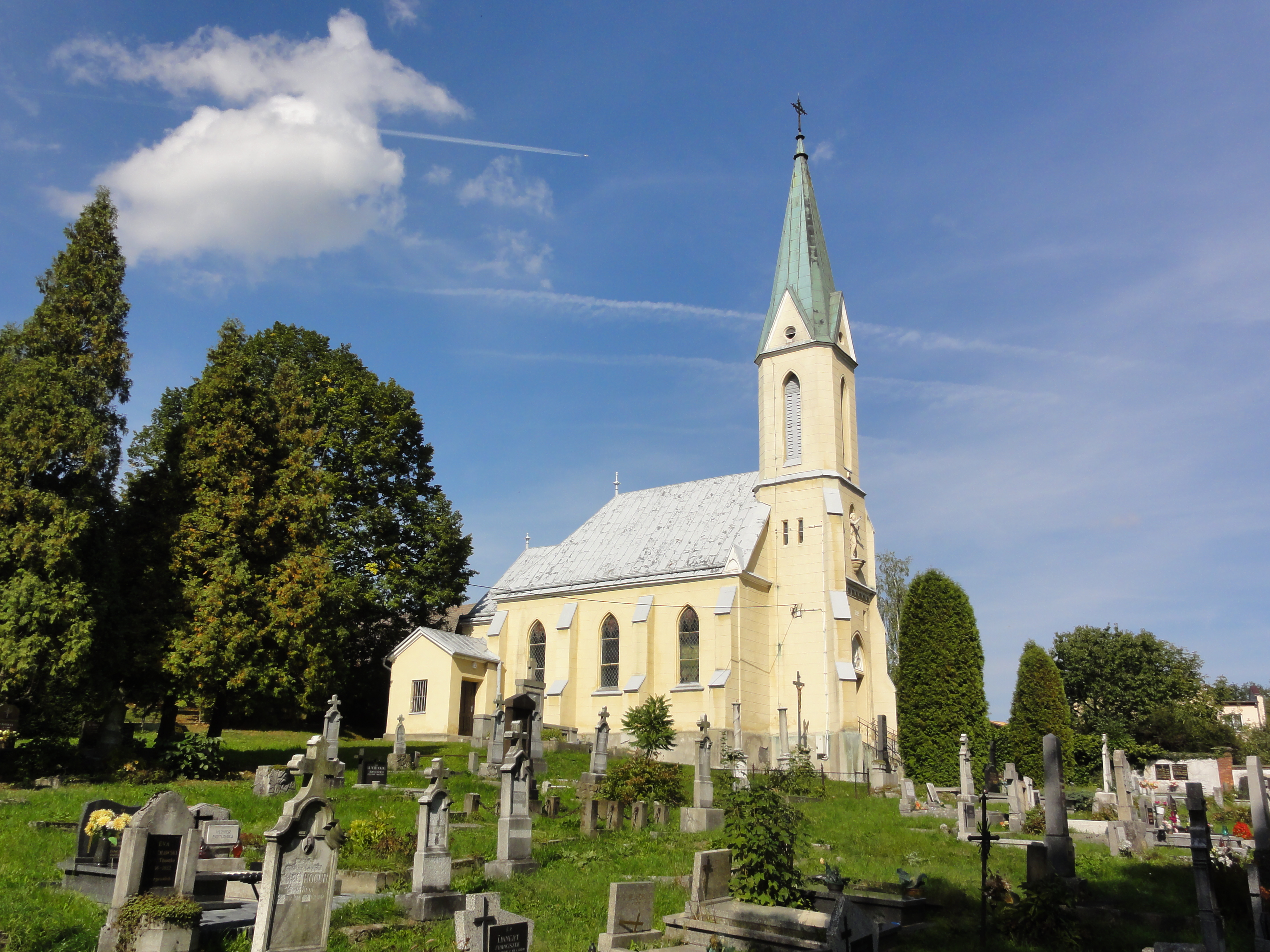
Kościół ewangelicki
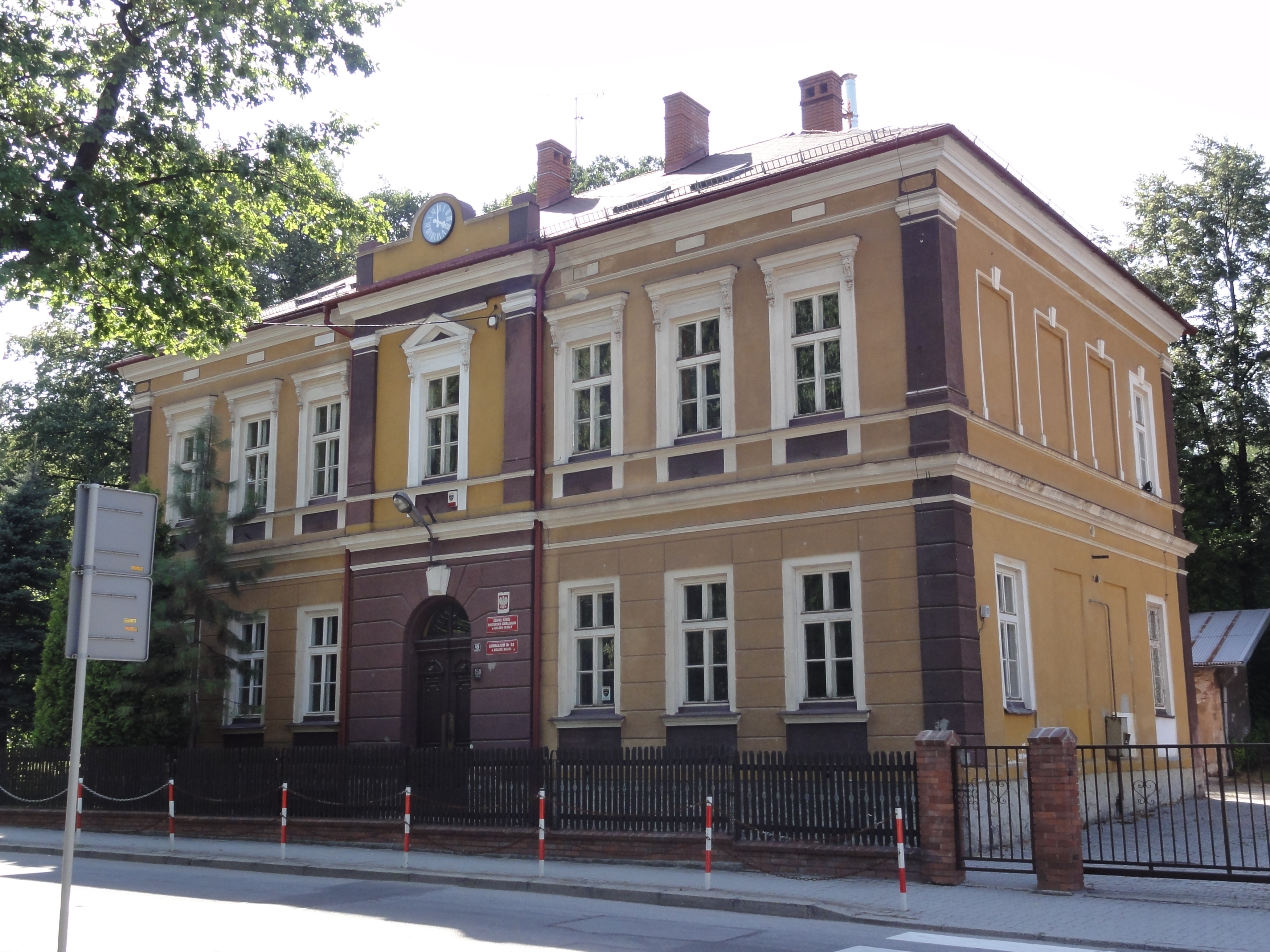
Szkoła Podstawowa nr 23 (budynek szkolny w centrum dawnej wsi)
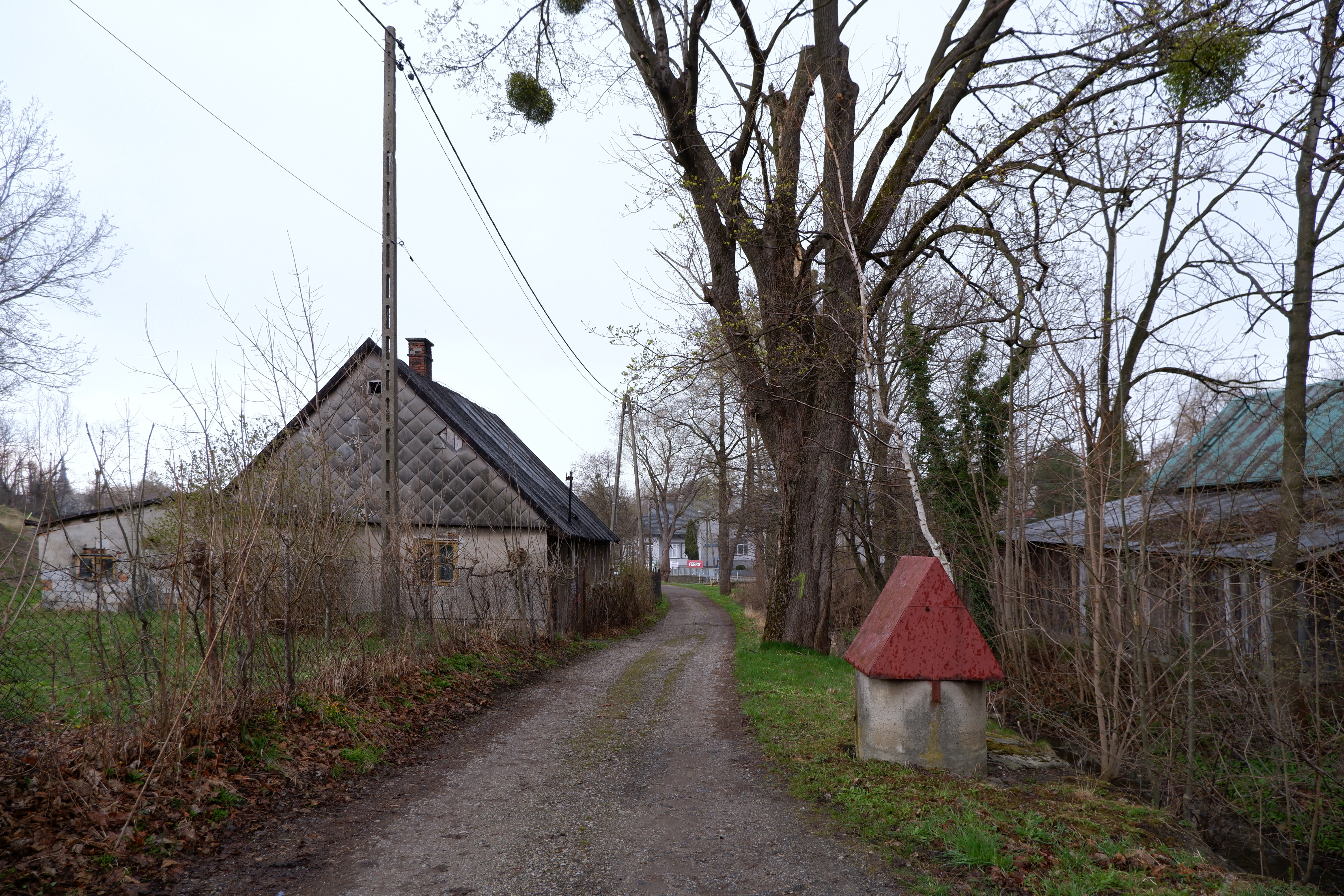
Pozostałości wiejskich krajobrazów
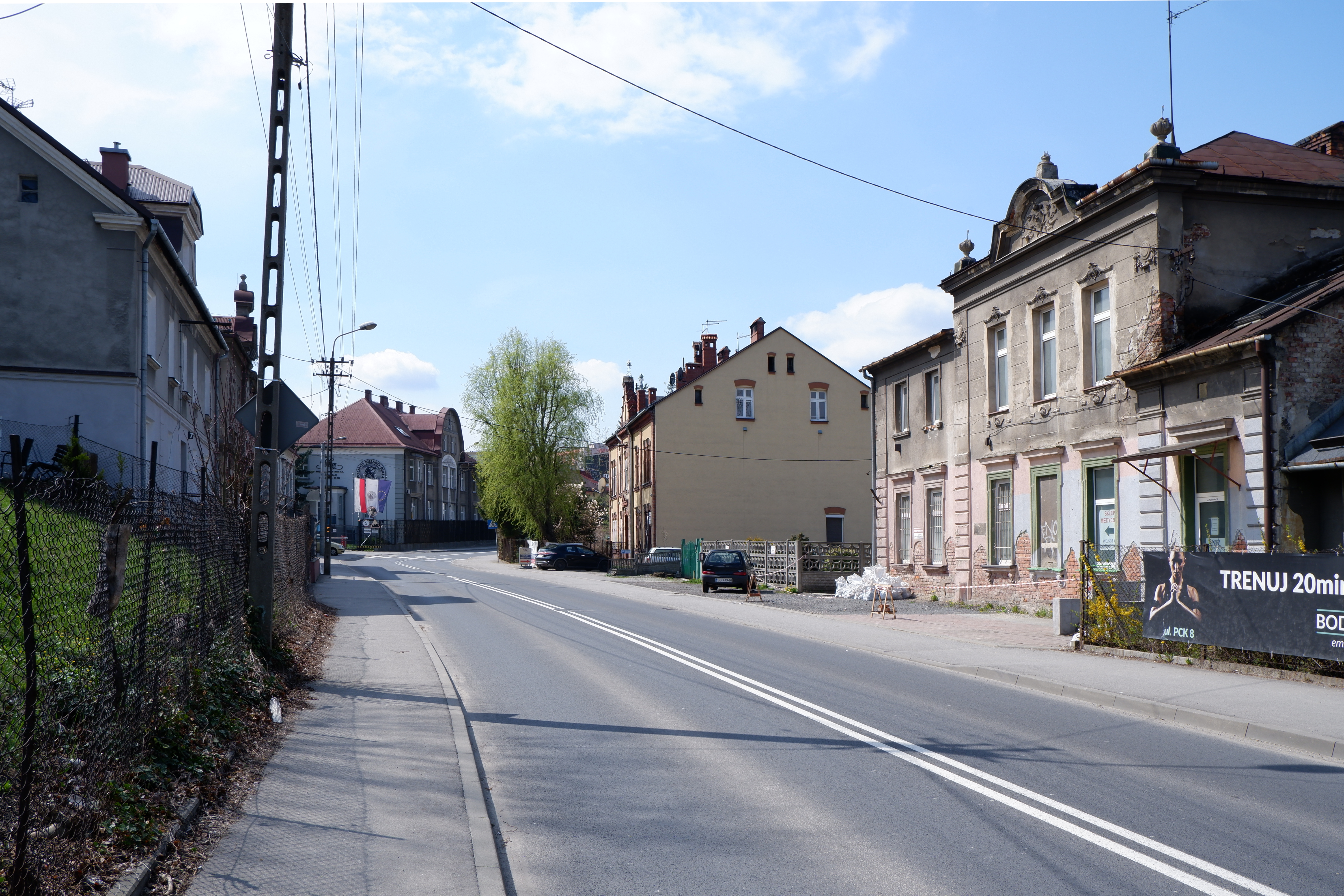
„Miejska” część historycznej Kamienicy
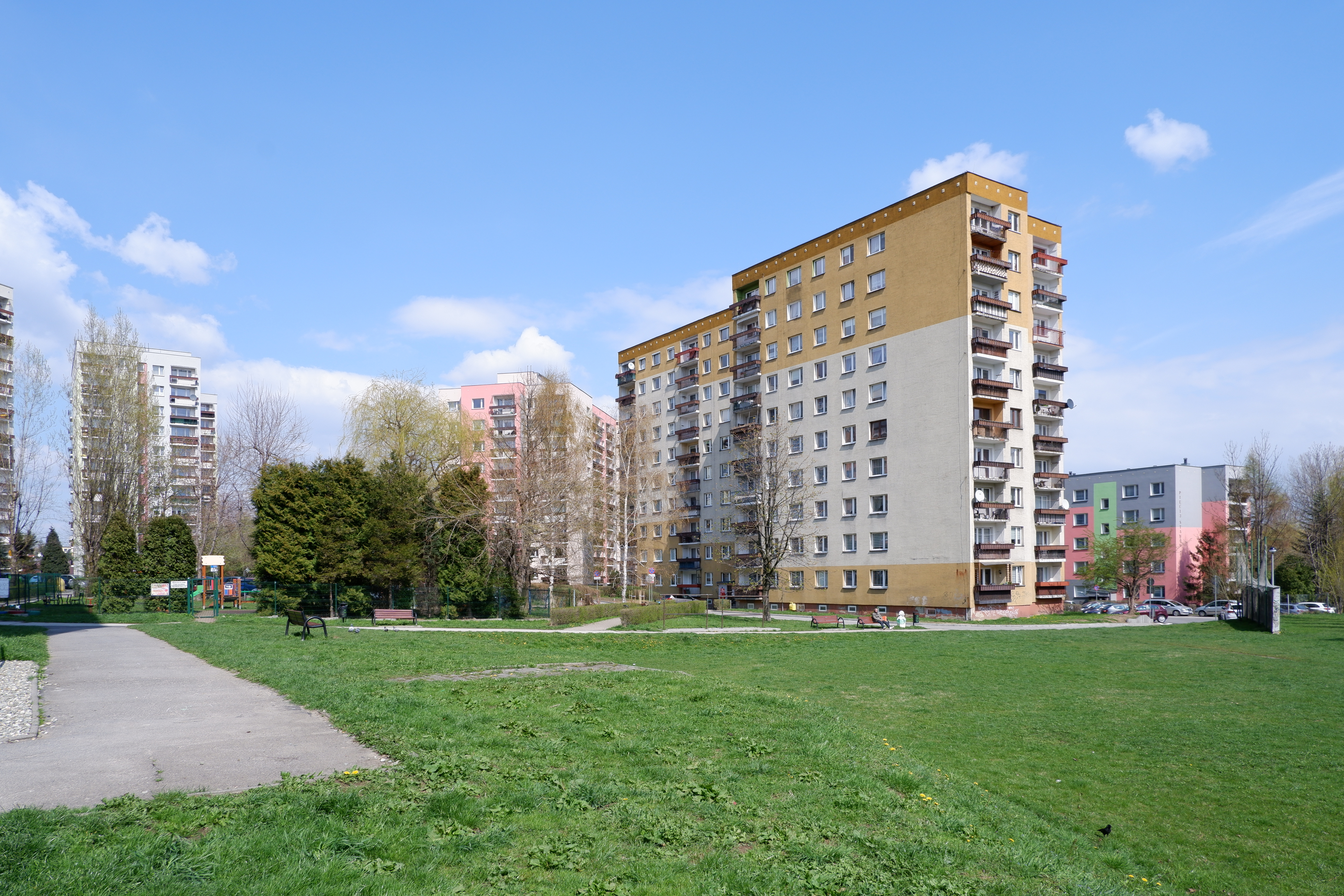
Osiedle Karpackie
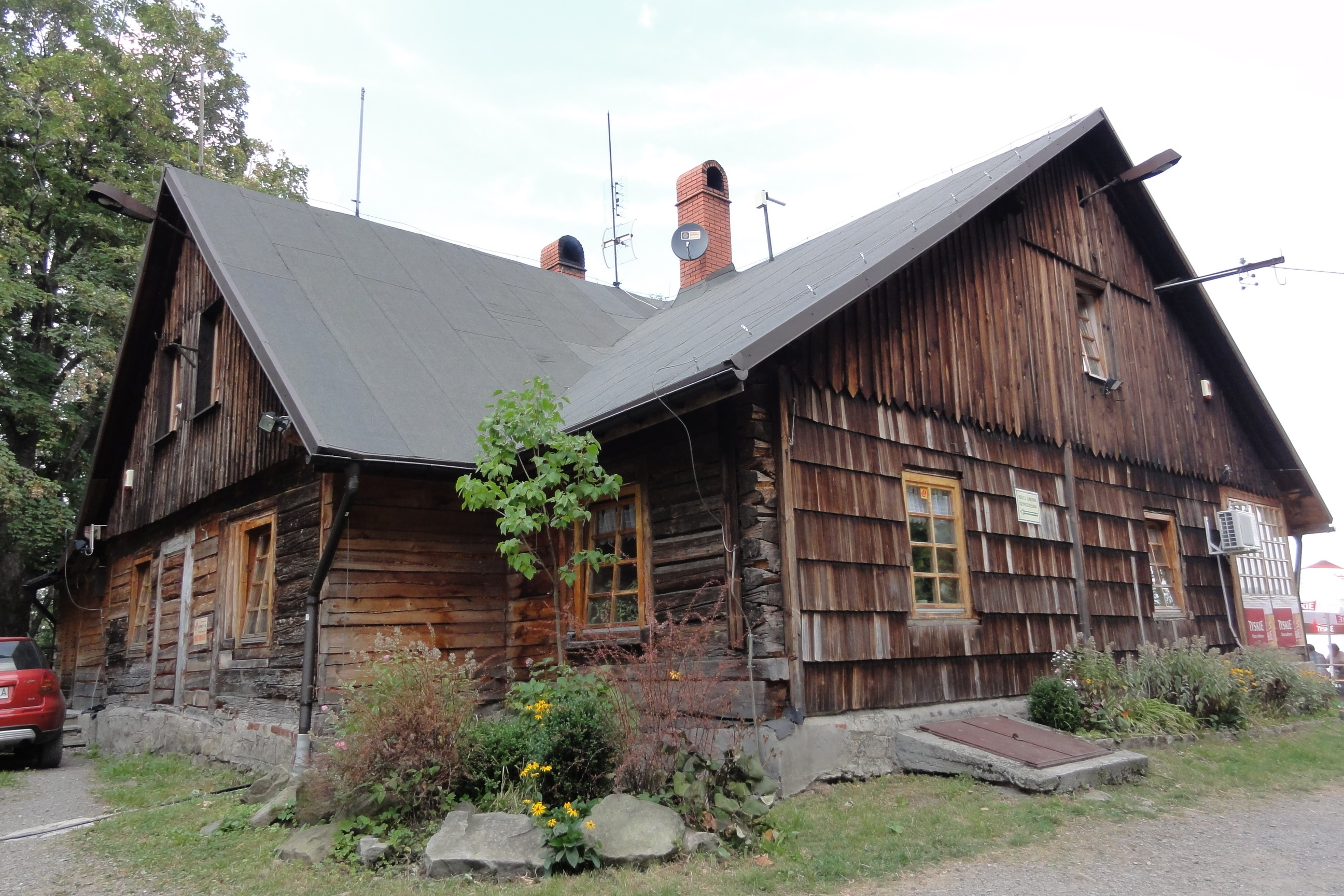
Schronisko turystyczne na Dębowcu
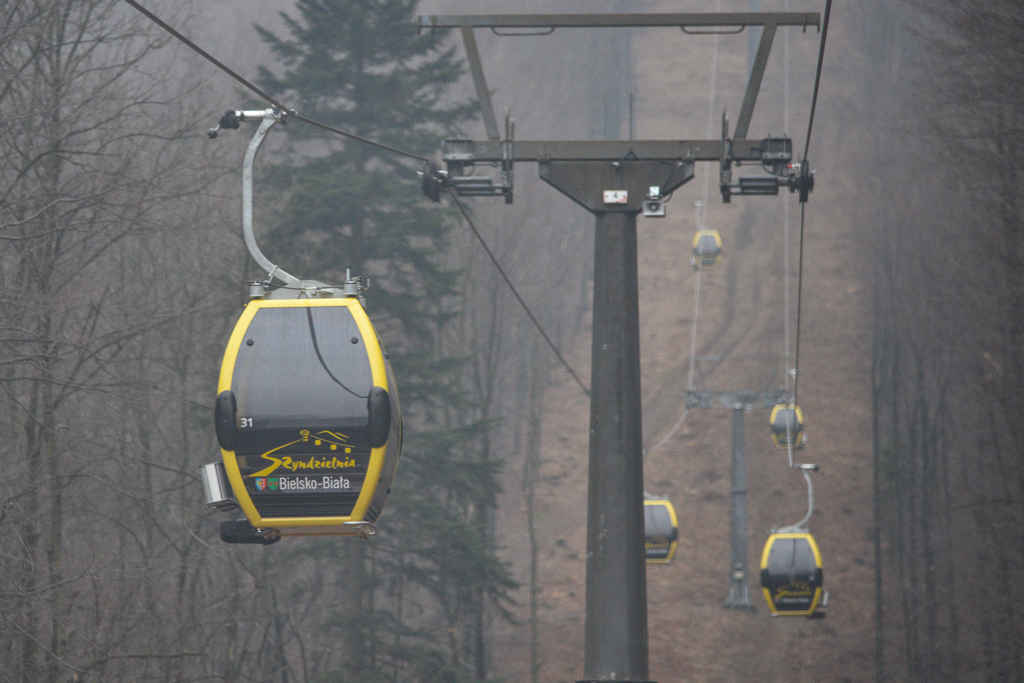
Kolej gondolowa na Szyndzielnię